# Aris Leeuwarden in het seizoen 2014-15
Het seizoen 2014-15 van Aris Leeuwarden was het 11e seizoen van de Eredivisiebasketbal-club uit Leeuwarden. 
Aris bereikte dit seizoen de kwartfinale van de Play-offs, nadat het 6e werd in de reguliere competitie.

## Team
Het was het tweede seizoen onder hoofdcoach Tom Simpson. De coach, die halverwege 2013-14 de taken van Ed Molthoff overnam, verlengde zijn contract met één jaar. Op 11 december werd het team versterkt met Treffers en Van Oostrum, beiden kwamen van het failliete Den Helder Kings.

## Dutch Basketball League

### Regulier seizoen
| Wedstrijd | Tegenstander                  | Uitslag  | Top scorer | Hal (Stad)                                   | Record |
| --------- | ----------------------------- | -------- | ---------- | -------------------------------------------- | ------ |
| 1         | @ Zorg en Zekerheid Leiden    | L 113–81 |            | Vijf Meihal (Leiden)                         | 0–1    |
| 2         | vs Maxxcom BSW                | W 73–61  |            | Sportcentrum Kalverdijkje (Leeuwarden)       | 1–1    |
| 3         | @ BC Apollo                   | W 76–82  |            | Apollohal (Amsterdam)                        | 2–1    |
| 4         | vs Challenge Sports Rotterdam | L 91–92  |            | Sportcentrum Kalverdijkje (Leeuwarden)       | 2–2    |
| 5         | @ Landstede Basketbal         | L 89–77  |            | Landstede Sportcentrum (Zwolle)              | 2–3    |
| 6         | @ Donar Groningen             | L 86–54  |            | MartiniPlaza (Groningen)                     | 2–4    |
| 7         | vs SPM Shoeters Den Bosch     | L 72–94  |            | Sportcentrum Kalverdijkje (Leeuwarden)       | 2–5    |
| 8         | vs ZZ Leiden                  | L 81–101 |            | Sportcentrum Kalverdijkje (Leeuwarden)       | 2–6    |
| 9         | @ Maxxcom BSW                 | W 65–94  |            | Sporthal Boshoven (Weert)                    | 3–6    |
| 10        | vs BC Apollo                  | L 89–97  |            | Sportcentrum Kalverdijkje (Leeuwarden)       | 3–7    |
| 11        | @ Challenge Sports Rotterdam  | L 110–85 |            | Topsportcentrum (Rotterdam)                  | 3–8    |
| 12        | vs Landstede Basketbal        | L 79–87  |            | Sportcentrum Kalverdijkje (Leeuwarden)       | 3–9    |
| 13        | vs Donar Groningen            | W 92–86  |            | Sportcentrum Kalverdijkje (Leeuwarden)       | 4–9    |
| 14        | @ ZZ Leiden                   | L 94–83  |            | Vijf Meihal (Leiden)                         | 4–10   |
| 15        | vs Maxxcom BSW                | W 91–85  |            | Sportcentrum Kalverdijkje (Leeuwarden)       | 5–10   |
| 16        | vs Challenge Sports Rotterdam | W 91–85  |            | Sportcentrum Kalverdijkje (Leeuwarden)       | 6–10   |
| 17        | @ Landstede Basketbal         | L 87–73  |            | Landstede Sportcentrum (Zwolle)              | 6–11   |
| 18        | @ SPM Shoeters Den Bosch      | L 93–66  |            | Maaspoort Sports & Events ('s-Hertogenbosch) | 6–12   |
| 19        | @ BC Apollo                   | L 81–79  |            | Apollohal (Amsterdam)                        | 6–13   |
| 20        | vs Donar Groningen            | L 79–97  |            | Sportcentrum Kalverdijkje (Leeuwarden)       | 6–14   |
| 21        | vs ZZ Leiden                  | L 76–89  |            | Sportcentrum Kalverdijkje (Leeuwarden)       | 6–15   |
| 22        | @ BS Weert                    | L 86–75  |            | Sporthal Boshoven (Weert)                    | 6–16   |
| 23        | @ Challenge Sports Rotterdam  | L 75–74  |            | Topsportcentrum (Rotterdam)                  | 6–17   |
| 24        | @ SPM Shoeters Den Bosch      | L 108–80 |            | Maaspoort Sports & Events ('s-Hertogenbosch) | 6–18   |
| 25        | vs Landstede Basketbal        | L 77–83  |            | Sportcentrum Kalverdijkje (Leeuwarden)       | 6–19   |
| 26        | vs SPM Shoeters Den Bosch     | L 75–89  |            | Sportcentrum Kalverdijkje (Leeuwarden)       | 6–20   |
| 27        | @ Donar Groningen             | L 80–56  |            | MartiniPlaza (Groningen)                     | 6–21   |
| 28        | vs BC Apollo                  | W 97–91  |            | Sportcentrum Kalverdijkje (Leeuwarden)       | 7–21   |

### Play-offs
| Wedstrijd                                            | Tegenstander       | Uitslag       | Top scorer                  | Hal (Stad)                             | Record      |
| Kwartfinale                                          | Kwartfinale        | Kwartfinale   | Kwartfinale                 | Kwartfinale                            | Kwartfinale |
| ---------------------------------------------------- | ------------------ | ------------- | --------------------------- | -------------------------------------- | ----------- |
| 1                                                    | @ Donar Groningen  | L 101–66 Link | Miles Jackson-Cartwright 19 | MartiniPlaza (Groningen)               | 0–1         |
| 2                                                    | vs Donar Groningen | L 73–87 Link  | Miles Jackson-Cartwright 18 | Sportcentrum Kalverdijkje (Leeuwarden) | 0–2         |
| Aris werd met 2–0 uitgeschakeld door Donar Groningen |                    |               |                             |                                        |             |

2014/15· 2015/16 · 2016/17 · 2017/18 · 2018/19 · 2019/20
Amsterdam · Den Bosch · Den Helder · Donar · Leeuwarden · Leiden · Rotterdam · Weert · Zwolle